# Acraea incredibilis
Acraea incredibilis är en fjärilsart som beskrevs av Le Doux acraea. Acraea incredibilis ingår i släktet Acraea och familjen praktfjärilar. Inga underarter finns listade i Catalogue of Life.